# Andy Taylor (gitarist)
Andrew Arthur Taylor (Tynemouth, 16 februari 1961) is een Brits gitarist, vooral bekend als voormalig lid van Duran Duran. Hij is echter ook een tijdje soloartiest geweest en diende verder als gitarist, songwriter en platenproducent voor onder meer Robert Palmer, Rod Stewart, the Almighty, Thunder, Love and Money, Mark Shaw, Then Jerico, CC Catch, Belinda Carlisle en Gun.

## Geschiedenis

### Jonge jaren
Andrew Taylor werd geboren in Tynemouth. Hij begon op elfjarige leeftijd met gitaarspelen en deed zijn eerste ervaring op met lokale bands.
Hij stopte al vroeg met school om met verschillende bands door Engeland en de rest van Europa te toeren, waarbij zij vooral arbeidersclubs en luchtmachtbases aandeden. In 1980 vertrok hij naar Birmingham, waar Duran Duran ooit begonnen was.

### Duran Duran
Duran Duran vergaarde voor het eerst bekendheid in een bar in Birmingham genaamd de "Rum Runner". De club was eigendom van hun managers: Paul en Michael Berrow. Zij richtten zich vooral op de muziek en mode van die tijd en dan met name op house-, punk en discomuziek.

### Power Station
Toen Duran Duran in 1985 een sabbatical nam, voegde Andy Taylor zich bij voormalig Chic-lid Tony Thompson en Robert Palmer om de band Power Station te vormen.

## Privéleven
Taylor is getrouwd en heeft vier kinderen. Het echtpaar woonde in 2022 op Ibiza, Spanje. Eind 2022 raakte bekend dat Taylor leed aan een vergevorderde vorm van prostaatkanker.